# Зауба
Зауба́ (каз. Зауба) — упразднённое село в Шемонаихинском районе Восточно-Казахстанской области Казахстана, входило в состав Верх-Убинского сельского округа. Код КАТО — 636841200.

## География
Село располагалось в восточной части Шемонаихинского района, на правом берегу реки Уба, к северу от административного центра сельского округа села Верх-Уба, в 37 километрах к востоку от районного центра города Шемонаиха. Ближайшая железнодорожная станция Шемонаиха — располагалась в 40 километрах к западу от села (по дороге — 55 км). Соседние населённые пункты: Верх-Уба к югу, Большая Речка в 10 километрах к северо-западу. Транспортное сообщение осуществлялось просёлочными дорогами. Высота центра упразднённого населённого пункта — 341 метров над уровнем моря.

## История
По состоянию на 1989 год населённый пункт относился к Волчанскому сельсовету.
Решением XIX сессии Восточно-Казахстанского областного маслихата от 29 декабря 1998 года № 19/10 «О внесении изменений в административно-территориальное устройство некоторых городов и районов Восточно-Казахстанской области» — село Зауба Волчанского сельского округа был передан в состав Верх-Убинского сельского округа.
Постановлением Восточно-Казахстанского областного акимата от 04 июля 2014 года № 178 и решением Восточно-Казахстанского областного маслихата от 09 июля 2014 года № 20/258-V «О внесении изменений в административно-территориальное устройство Шемонаихинского района Восточно-Казахстанской области» — населённый пункт Зауба был отнесён к категориям иных поселений и исключён из учётных данных; поселение упразднённого населённого пункта вошло в состав села Верх-Уба.

## Население
| Численность населения | Численность населения | Численность населения |
| 1989                  | 1999                  | 2009                  |
| --------------------- | --------------------- | --------------------- |
| 111                   | ↘107                  | ↘34                   |